# 대제사장

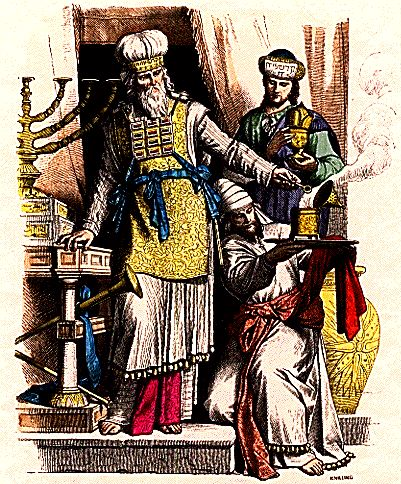
고대 유대교의 대제사장과 레위인들.

대제사장(Kohen Gadol, 히브리어: כהן גדול→큰 제사장 또는 Kohen ha-Gadol, 히브리어: כהן הגדול→그 큰 제사장)은 고대 이스라엘 유대교의 직분이다. 대제사장은 제2차 성전이 파괴될 때까지 존재했다. 고대 이스라엘의 제정일치 시대에 가장 높은 지위 중의 하나였으며, 유일하게 일 년에 한번 지성소에 들어갈 권한을 가졌다. 이스라엘의 모든 사제들과 마찬가지로, 대제사장은 원칙적으로 아론의 혈통을 가졌으며, 세습되었다.

## 같이 보기
- 코헨

## 역대 대제사장

### 출애굽부터 솔로몬 이전까지
- 아론
- 엘르아살
- 비느하스
- 아비수아
- 북기
- 웃시
- 엘리[1]
- 아히둡
- 아히야
- 아히멜렉
- 아비아달[2]

### 솔로몬부터 포로기 전까지
- 사독
- 아히마아스
- 아사랴
- 요하난
- 아사랴
- 아마랴
- 아히둡
- 사독
- 살룸
- 힐기야
- 아사랴
- 스라야
- 여호사닥

### 포로귀환부터 알렉산더까지
- 예수아
- 요아킴
- 엘리아십
- 요야다
- 야두아

### 알렉산더 이후부터 사독가문 마지막까지
- 오니아스 1세
- 시몬 1세
- 엘르아살
- 므낫세
- 오니아스 2세
- 시몬 2세
- 오니아스 3세 (사독 가문의 마지막)